# Emilio Balcarce
Emilio Balcarce (Emilio Juan Sitano; * 22. Februar 1918 in Buenos Aires; † 19. Januar 2011 ebenda) war ein argentinischer Tangokomponist, Arrangeur, Violinist, Bandoneonist und Bandleader.

## Biografie
Balcarce studierte Violine bei Orlando Paiva und Cayetano Marconi sowie Kontrapunkt, Harmonielehre und Fuge bei Juan Elher. 1935 schloss er sich einer von Ricardo Ivaldi geleiteten Gruppe an. Danach leitete er kurze Zeit ein  eigenes Orchester und wurde dann Geiger in Edgardo Donatos Orchester. Seiner nächsten eigenen Formation gehörte der Sänger Alberto Marino an.
Hierauf übernahm er die Leitung des Orchesters, das den Sänger Alberto Castillo begleitete. In Zusammenarbeit mit ihm entstanden Hits wie Manoblanca, Anclao en Paris, Carol und Amarras. Parallel arbeitete er weiter als Orchesterleiter für Alberto Marino. Ihre erfolgreichsten Titel waren Organito de la tarde, El motivo, Desencuentro und La muchacha del circo. In der Folgezeit komponierte und arrangierte er für Bandleader wie Aníbal Troilo, Alfredo Gobbi, José Basso und Leopoldo Federico und das Orquesta Francini-Pontier.
1949 wurde Balcarce Zweiter Geiger in Osvaldo Puglieses Orchester. Diesem gehörten die Geiger Erique Camerano, Cacho Herrero und Julio Carrasco, die Bandoneonisten Osvaldo Ruggiero, Jorge Caldara, Esteban Gilardi und Oscar Castagniaro und der Kontrabassist Aniceto Rossi an. Balcarce komponierte und arrangierte auch für das Orchester, das u. a. seinen Tango Bien compadre aufnahm. Die Zusammenarbeit mit Pugliese währte zwanzig Jahre. 1968 gründete Balcarce mit Osvaldo Ruggiero, Víctor Lavallén, Cacho Herrero, Julián Plaza, Aniceto Rossi und Jorge Maciel das Sexteto Tango. Mit diesem tourte er durch Japan, Frankreich, Russland, Spanien, die Niederlande und Südamerika und spielte Aufnahmen bei RCA Victor ein. In den 1970er Jahren gehörte es zur Besetzung von El Viejo Almacén und begleitete dessen Gastgeber Edmundo Rivero. Schließlich zog er sich zurück und ließ sich in Neuquén nieder.
2000 regte der junge Musiker Ignacio Varchausky in Buenos Aires die Gründung eines Tangoorchesters an, das den Tangostil der 1940er Jahres an neue Generationen weitergeben sollte. Balcarce wurde zum Leiter und Dirigent des Orquesta Escuela de Tango berufen. Hier unterrichtete er in zweijährigen Kursen Studenten, unterstützt von Julián Plaza, Ernesto Franco, Horacio Salgán, Leopoldo Federico und Alcides Rossi. In Paris arbeiteten Néstor Marconi, José Libertella, Atilio Stampone, Rodolfo Mederos und Raúl Garello mit dem Orchester zusammen. Die CDs De Contrapunto und Bien Compadre dokumentieren die Arbeit Balcarces mit diesem Orchester.

## Kompositionen
- La Bordona
- El tobiano, 1950
- Pasional, 1951
- Si sos brujo, 1952
- Caminito soleado, 1953
- Por una muñeca, 1954
- En Odeón y Nonino, 196
- Candombe blanco, 1962
- Cardo y malvón, 1963

## Anmerkung
1. ↑  Als Geburtsjahr wird auch (hier und hier) 1920 angegeben.

| Personendaten    | Personendaten                                                                    |
| ---------------- | -------------------------------------------------------------------------------- |
| NAME             | Balcarce, Emilio                                                                 |
| ALTERNATIVNAMEN  | Sitano, Emilio Juan (wirklicher Name)                                            |
| KURZBESCHREIBUNG | argentinischer Tangokomponist, Arrangeur, Violinist, Bandoneonist und Bandleader |
| GEBURTSDATUM     | 22. Februar 1918                                                                 |
| GEBURTSORT       | Buenos Aires                                                                     |
| STERBEDATUM      | 19. Januar 2011                                                                  |
| STERBEORT        | Buenos Aires                                                                     |